# 登記印紙
登記印紙（とうきいんし）とは、登記事項証明書等の請求の際などの手数料の支払いに用いる為に発行された印紙の一種である。

## 概略

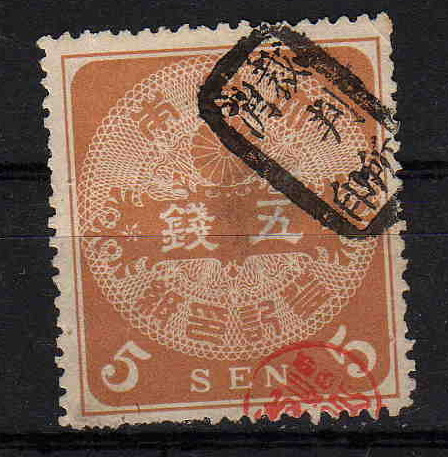
明治時代の5銭登記印紙（裁判所の消印がある）

日本では1888年に発行されたのが最初であったが、1898年に収入印紙に統合され廃止されていた。しかし、登記に関する手数料の歳入が登記特別会計として1985年に独立したことに伴い復活した。ただし、登記特別会計が2010年度をもって廃止され、一般会計に組み込まれたため、2011年4月1日以降は再び収入印紙に統合され、新規の発行は中止された。既に発行された登記印紙は当面有効で、収入印紙と組み合わせての使用も可能である。
1985年7月1日に発行された登記印紙の額面は、100円・120円・200円・300円・400円・500円・600円・800円・1000円・5,000円の9種類発行されていた。図案のモチーフは法務省の旧庁舎である。1998年4月1日には、法務省の旧庁舎の外観が創建当時に復元され建物の形がかわったことにより図案が変更された500円と5000円、そして新たに10,000円の登記印紙が発行された。
なお、1986年1月30日には「不動産登記制度100年記念」として400円の記念登記印紙が発行された。

## 申請者は消印をしない
登記印紙は、登記官が納付の事実を確認して消印することが通達等で規定されており、申請者が自分で消印してはならない。具体例として、不動産登記における登記事項証明書等の交付請求が書面でされた場合の規定について、以下に示す（なお、条文番号についてはアラビア数字を使用している）。
不動産登記法第119条（登記事項証明書の交付等）
1. 何人も、登記官に対し、手数料を納付して、登記記録に記録されている事項の全部又は一部を証明した書面（以下「登記事項証明書」という。）の交付を請求することができる。
2. 何人も、登記官に対し、手数料を納付して、登記記録に記録されている事項の概要を記載した書面の交付を請求することができる。
3. （略）
4. 第1項及び第2項の手数料の納付は、登記印紙（現在は収入印紙に改正されている。）をもってしなければならない。ただし、法務省令で定める方法で登記事項証明書の交付を請求するときは、法務省令で定めるところにより、現金をもってすることができる。
5. （略）

不動産登記事務取扱手続準則（2005年（平成17年）2月25日民二第456号通達）第132条（請求書の受付）
1. 登記官は、登記事項証明書等（登記事項証明書、登記事項要約書、地図等の全部若しくは一部の写し（地図等が電磁的記録に記録されているときは、当該記録された情報の内容を証明した書面）又は土地所在図等の全部若しくは一部の写し（土地所在図等が電磁的記録に記録されているときは、当該記録された情報の内容を証明した書面）をいう。）の交付の請求が請求書を提出する方法によりされたときは、請求の受付の年月日を当該請求書の適宜の箇所に記載するものとする。この場合には、別の方法で管理する場合を除き、一連の番号も当該請求書の適宜の箇所に記載するものとする。
2. （略）
3. 第126条第1項の規定は、第1項の請求書を受け付けた場合について準用する。

同準則第126条（使用済の記載等）
1. 登記官は、登記の申請書を受け付けたときは、直ちに、これにはり付けられた領収証書に「使用済」と記載し、又ははり付けられた収入印紙を再使用を防止することができる消印器により消印するものとする。
2. （略）
3. （略）